# Вердикт
Вердикт (від лат. Vere dictum — істинно сказане) присяжних засідателів в кримінальному процесі — рішення колегії присяжних засідателів стосовно поставлених перед нею питань, включаючи основне питання про винність підсудного.
По кожному з діянь, у вчиненні яких обвинувачується підсудний, ставляться три основних питання:
- чи доведено, що діяння мало місце;
- чи доведено, що це діяння вчинив підсудний;
- чи винен підсудний у вчиненні цього діяння.

Обвинувальний вердикт вважається прийнятим, якщо за позитивні відповіді на кожне з поставлених у ньому трьох основних питань проголосували всі або більшість присяжних засідателів. Одностайне рішення було характерним для англо-саксонської системи права. Проте у Великій Британії з 1967, а в США з 1972 (у переважній більшості штатів) одноголосне рішення уже не вимагається.